# Shannonomyia roraimensis
Shannonomyia roraimensis är en tvåvingeart som beskrevs av Alexander 1935. Shannonomyia roraimensis ingår i släktet Shannonomyia och familjen småharkrankar. Inga underarter finns listade i Catalogue of Life.